# 樺太アイヌ

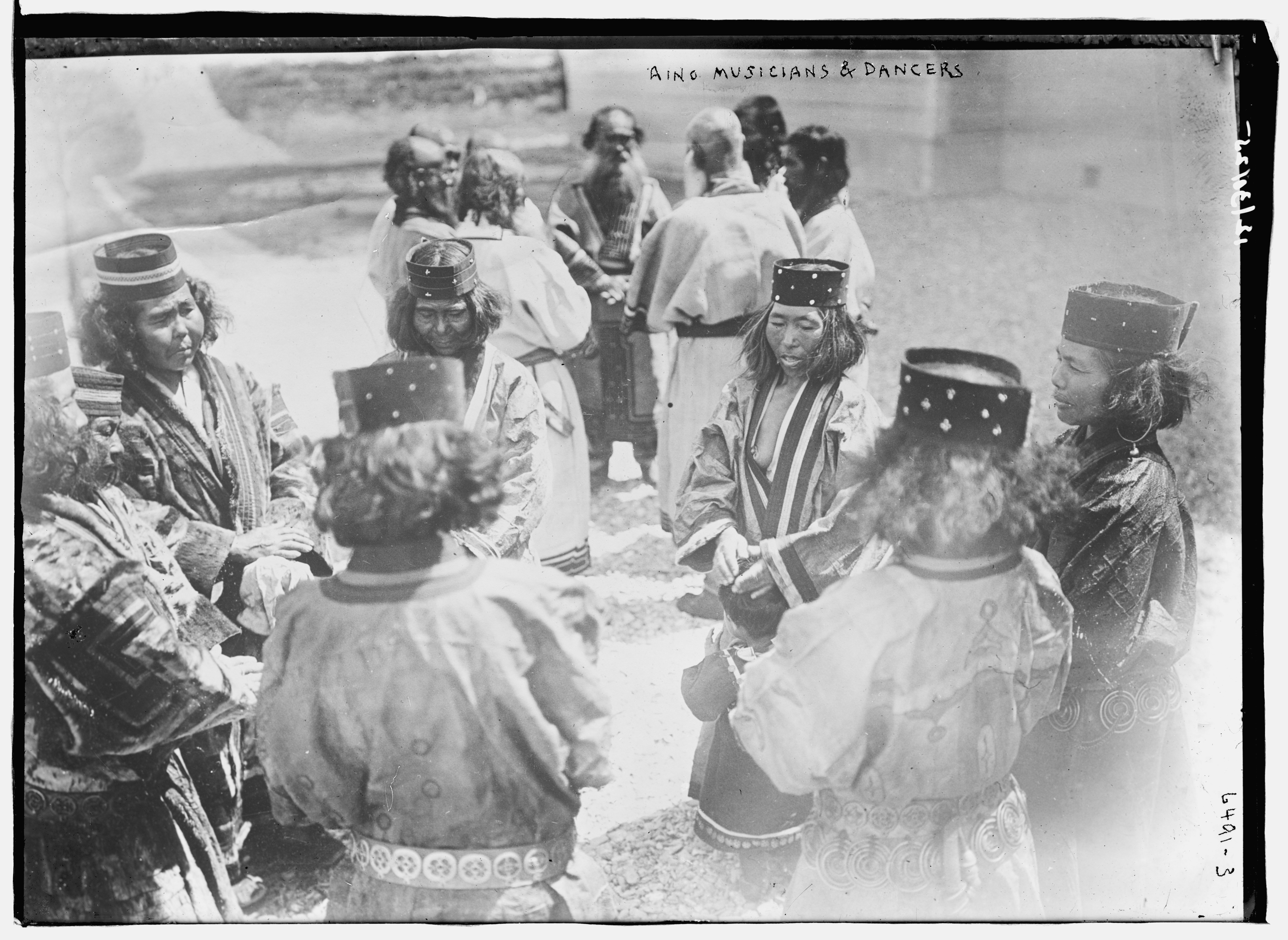
歌い踊る樺太アイヌ女性。布をリング状に巻いた頭飾りはヘトムイェと呼ばれ、樺太アイヌ特有のものである。1900年ころ撮影

樺太アイヌ（からふとアイヌ、アイヌ語: repunmosir-un-kuru）あるいはサハリンアイヌ（英語: Sakhalin Ainu）とは、かつて樺太南部に居住していたアイヌ系民族である。樺太アイヌ語ではエンチウと呼ばれる。
北海道アイヌや千島アイヌとは異なる文化・伝統を有することで知られる。トンコリ（五弦の琴）やミイラ葬の風習は、アイヌ文化の中でも樺太アイヌにしか伝承されていない。1945年のソ連による樺太占領によって大多数の樺太アイヌは樺太を離れ、以後は北海道各所に散在している。

## 定義

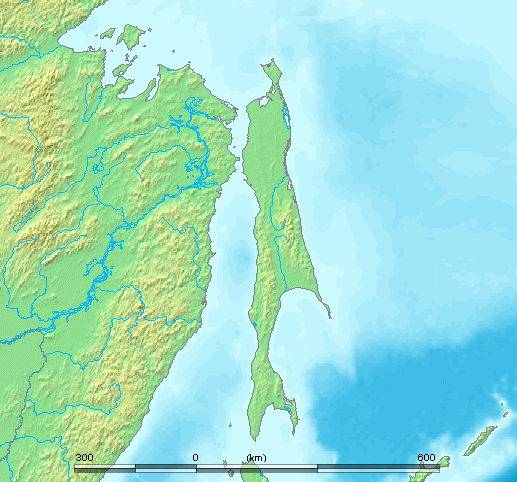
樺太と周辺の地形

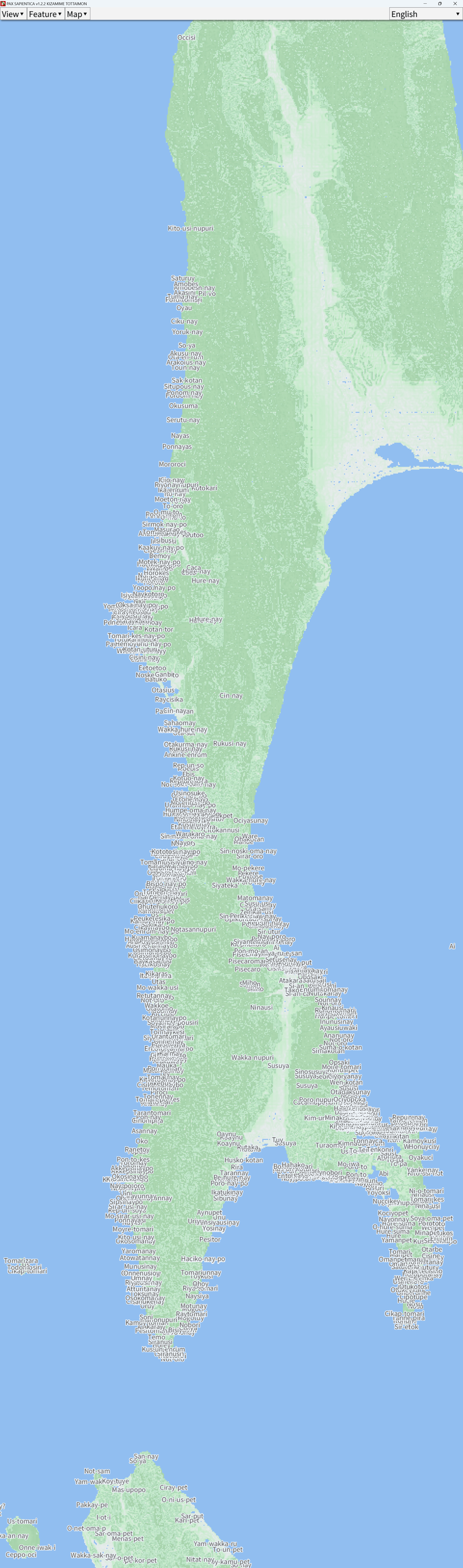
南樺太のアイヌ語由来地名

「樺太アイヌ」または「サハリンアイヌ」の名前で知られているものの、実際には樺太全域に居住していたわけではなく、特に樺太南部に集中して居住していた。これは樺太アイヌの祖先が先住民（オホーツク文化人＝ニヴフ）を押しのける形で北海道から樺太へ進出していった歴史が関係していると考えられる。13世紀から近代に至るまで、樺太では樺太アイヌ、ウィルタ（アイヌからの呼称はオロッコ）、ニヴフ（アイヌからの呼称はスメレンクル）の3民族が共存していた。ただし、古い記録から、北樺太にもアイヌ系の民族が点在的に住んでいたという。
樺太アイヌは前近代には北海道日本海沿海部にも居住していた形跡がある。河野広道の調査によると近代においても樺太アイヌと余市アイヌは墓標の形が同じであり、これは両者が同一の文化圏に属するグループに属することを示唆する。17世紀、シャクシャインの時代には余市・天塩・利尻・宗谷にかけてハチロウエモンらに率いられるアイヌ民族グループ（研究者はこれを「余市アイヌ」と呼称する）が存在したが、これも樺太アイヌに連なる集団ではないかと考えられている。
北海道アイヌによる樺太アイヌ認識について、蝦夷通辞の上原熊次郎は以下のような記述を残している。
この記述によると、北海道アイヌは樺太を中心として周辺の島々（礼文島・利尻島）に居住する者達を「レブンモシリウンクル（アイヌ語: repunmosir-un-kuru）」と呼ばれる一つのグループとして認識していたという。

## 歴史

### 近代以前
アイヌ文化が成立する13世紀以前、樺太・北海道東北部・千島にはオホーツク文化人が居住しており、日本からは粛慎（ミシハセ）、中国からは流鬼と呼称されていた。
13世紀モンゴル帝国（後、大元ウルス）が勃興すると、アムール川河口付近に居住する「吉里迷」（ギレミ、オホーツク文化人に相当すると見られる）を従えるようになった。1264年にはギレミの民が「骨嵬（クイ）」や「亦里于（イリウ）」が攻めてくるとセチェン・カーン（世祖クビライ）に訴えたため、モンゴルは軍勢を樺太に派遣し、骨嵬（＝アイヌ）を討伐した。この頃、北海道から樺太に進出したアイヌ系集団が樺太アイヌの祖先になったと考えられている。
江戸時代、樺太アイヌはアムール川流域の諸民族と交易を行い（山丹交易）、樺太アイヌがもたらす蝦夷錦などの物品はアイヌ社会・和人社会双方で珍重された。また、樺太アイヌは清朝との関係がとりわけ深かった。そのため、樺太アイヌの中にはハラタやカーシンタと呼ばれる役職に任命され、樺太アイヌの清への朝貢の中核となるアイヌもいた。

### 19世紀以降

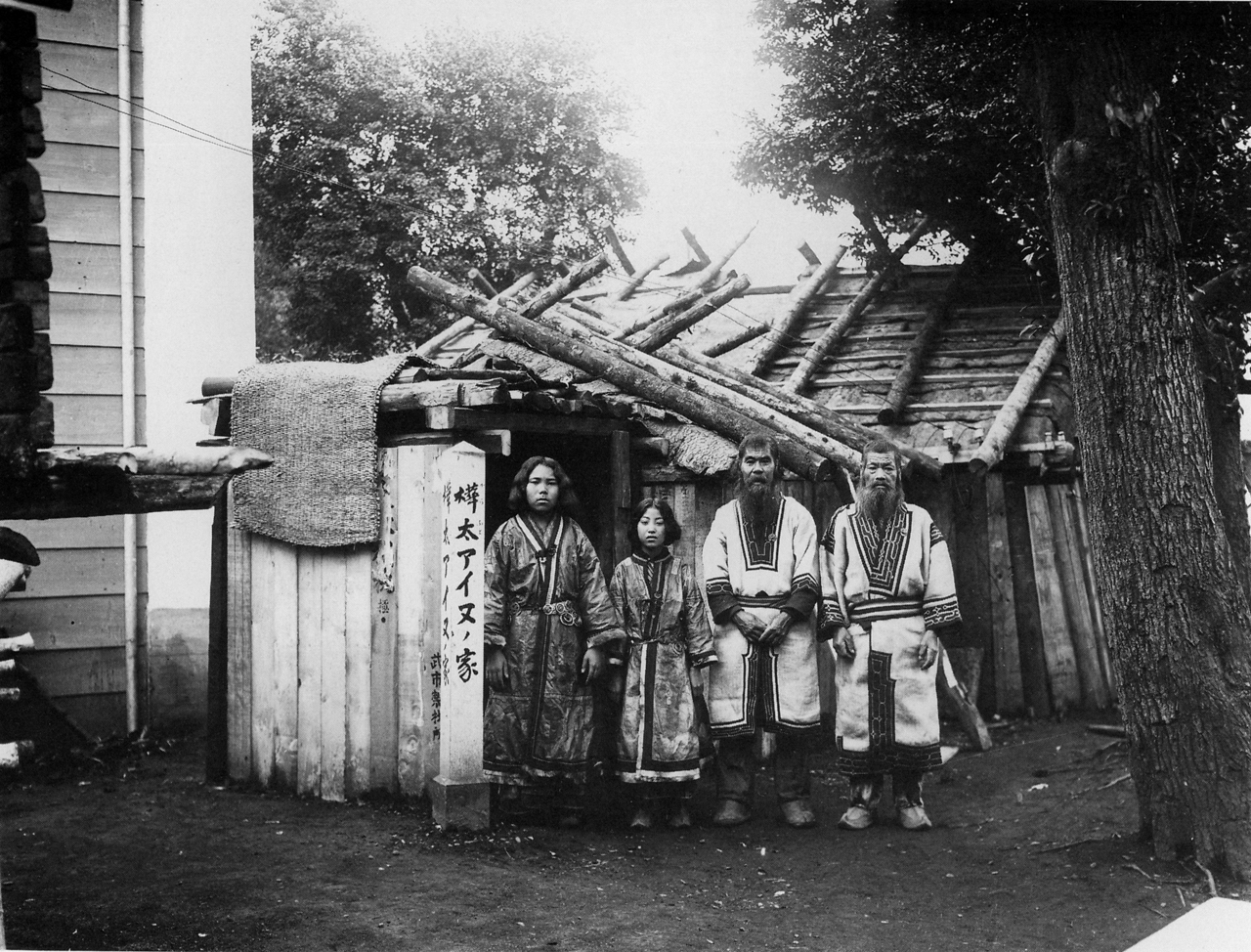
樺太アイヌの住居（1912年、鳥居龍蔵撮影）
----
人物は左から木村チカマ、坪沢テル、影山チウカランケ、坪沢六助

1875年（明治8年）、日露間で千島・樺太交換条約が結ばれ、樺太アイヌと千島アイヌは3年の経過措置の後に居住地の国民とされることになった。開拓使の長官黒田清隆は樺太アイヌを北海道に集団移住させることを決め、判官の松本十郎を現地に派遣した。一応は移住希望者の募集が行われたものの、アイヌ側の反発は強く、「故郷の島影が見える宗谷ならば」という形で妥協したというのが実態のようである。当時の南樺太に在住していた先住民族は、アイヌを主体に2372人だったが、そのうち108戸841人の樺太アイヌが宗谷へと移住した。
ところが翌1876年（明治9年）、黒田は樺太アイヌを対雁（石狩川下流、旧豊平川との合流点付近）に再移住させるよう部下に命じた。「宗谷ならば」という条件でアイヌ内部を取りまとめていた首長は突然の裏切りに憤死し、残った人々は銃で脅されながら強制移住させられたという。後からこの顛末を聞き知った松本は激怒し、開拓使の職を辞して二度と戻らなかった。
対雁の樺太アイヌは政府から農業指導を受けたが、もともと漁業で生活していただけに収穫は芳しくなく、開拓使の保護政策も成果を挙げられなかった。男たちはあくまで漁業で生きるため、春には厚田のニシン漁、秋には石狩のサケ漁へと出稼ぎをするようになった。
1879年（明治12年）、日本全国でコレラが発生。対雁の樺太アイヌのうち74名が感染し、30名が死亡した。1882年（明治15年）、保護政策が打ち切りとなったため、アイヌたちは「対雁移民組合」を設立する。1886年（明治19年）から1887年（明治20年）にかけて、またもコレラと天然痘が大流行。対雁のアイヌのうち300名が犠牲となった。生存者たちの多くは石狩の来札へと移住し、組合事務所も移転したが、1892年（明治25年）から3年間も不漁が続き、資金の損失により組合の事業を縮小せざるを得なくなった。
ポーツマス条約によって南樺太が日本領となった翌年の1906年（明治39年）8月、樺太アイヌの大多数は故郷へと帰還することとなった。内訳は帰島する者339名、北海道に残る者12名、行方不明者15名で、その人口は実に半数以下に減少していた。
1945年（昭和20年）にはソビエト連邦によって南樺太は占領され、これに伴い多くの樺太アイヌが北海道へと移住した。南樺太に留まった樺太アイヌのその後についてはロシアにおけるアイヌを参照。

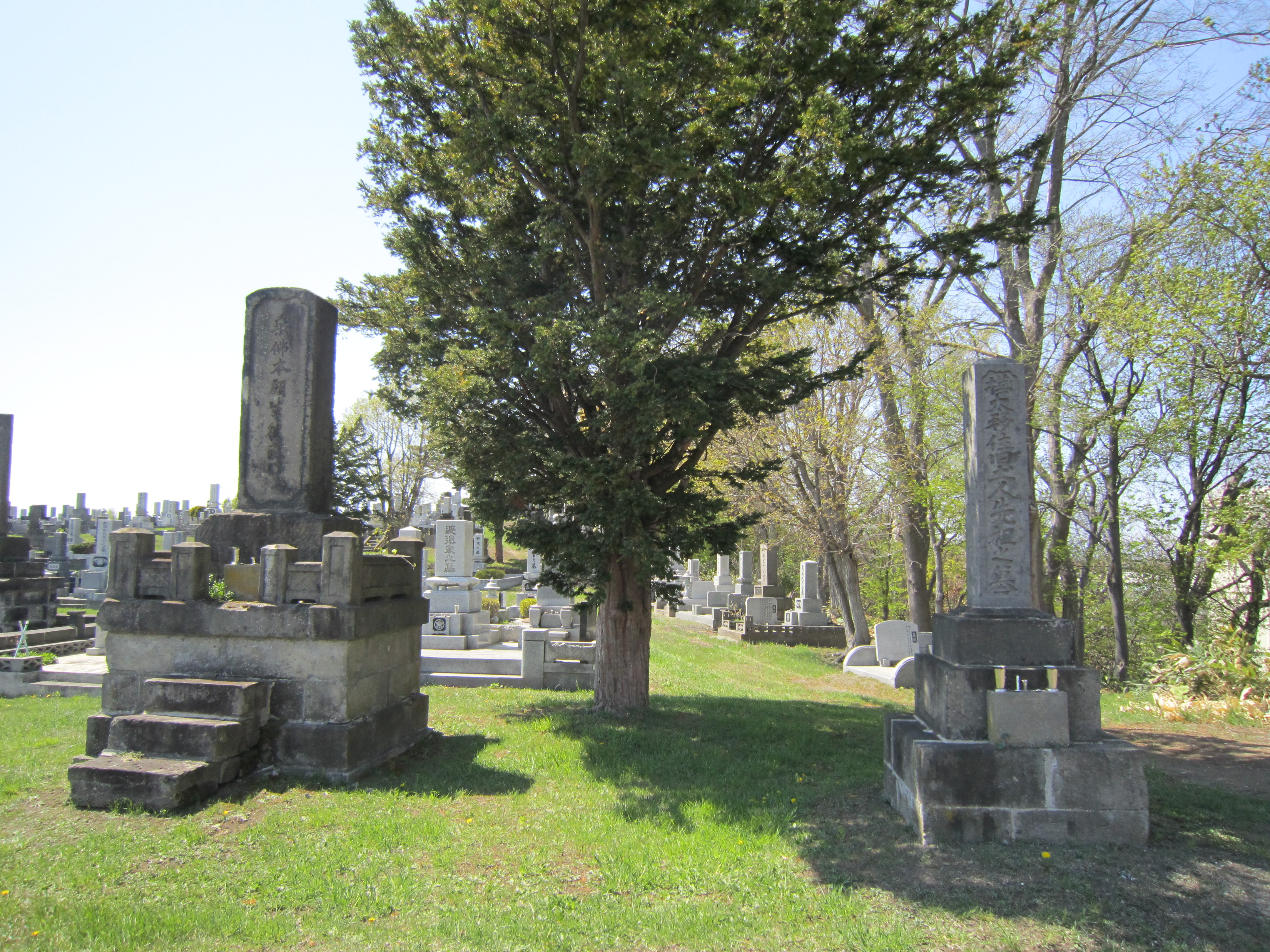
江別市対雁の樺太アイヌ慰霊碑
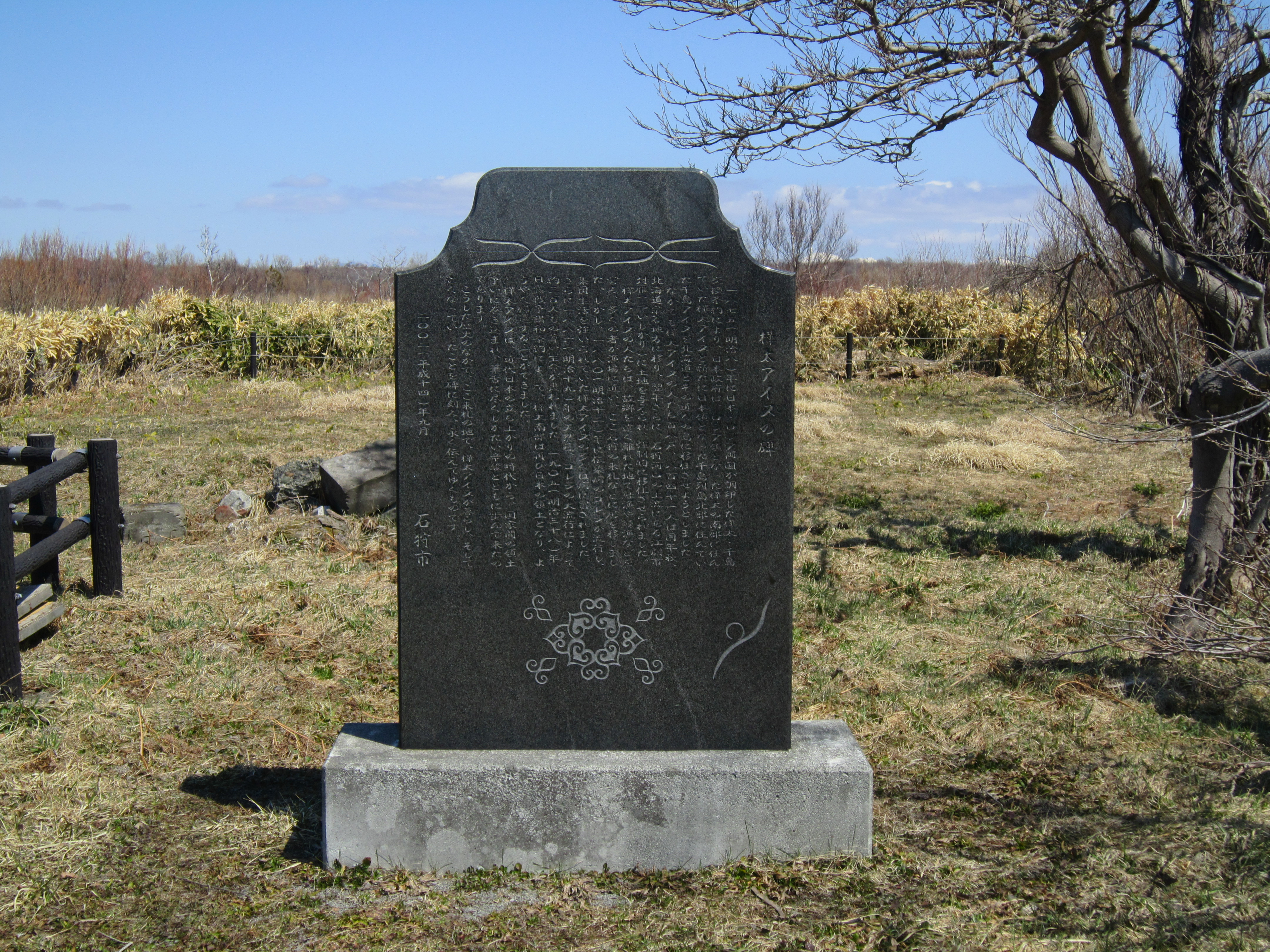
石狩市八幡墓地の樺太アイヌの碑

## 文化

### 音楽
樺太アイヌ独自の楽器として、トンコリ（樺太アイヌ語: tonkori）という弦楽器がよく知られている。現在では樺太アイヌのみならず、北海道アイヌや和人の間でもトンコリを用いた演奏がなされるようになっている。

### 住居

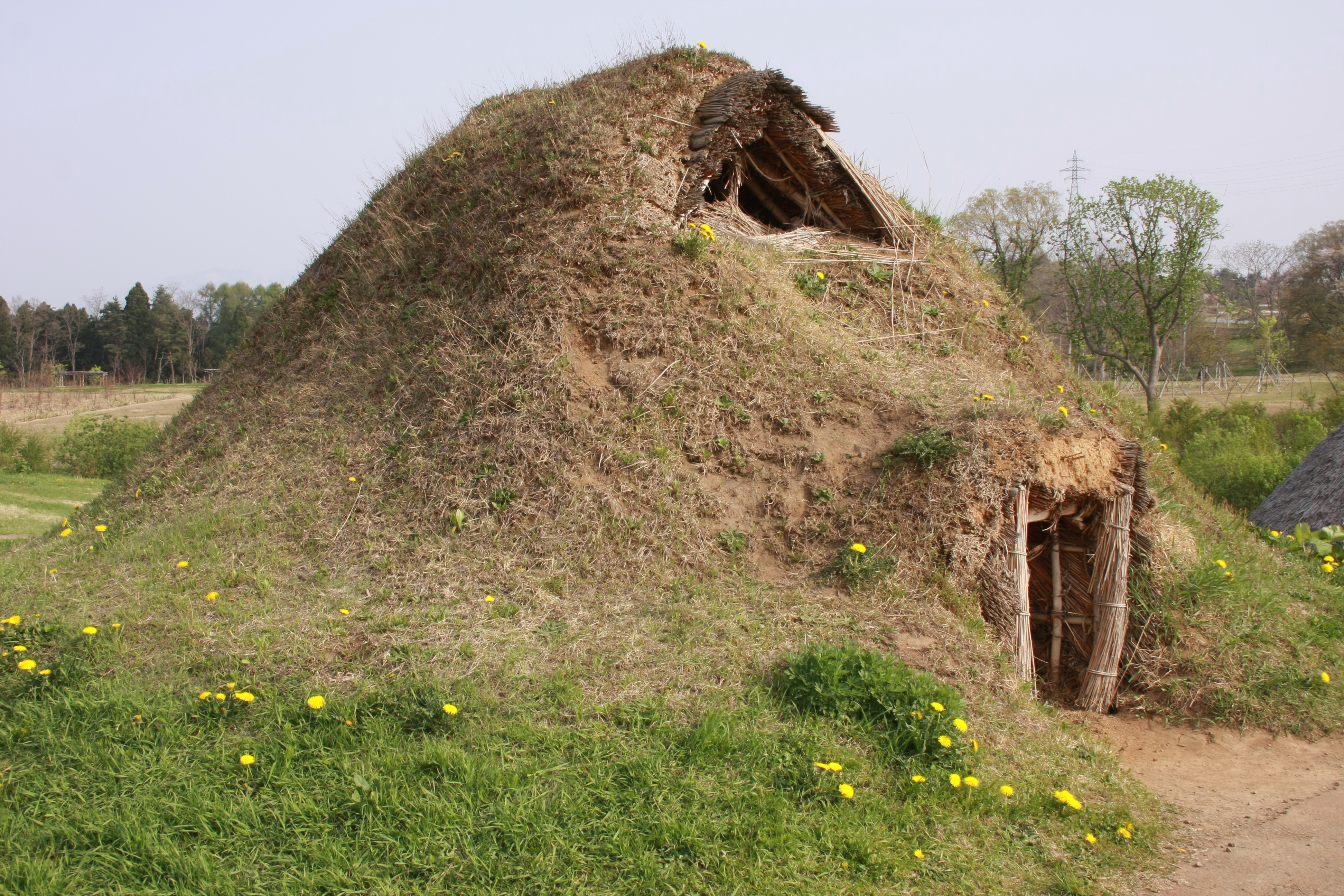
青森県の三内丸山遺跡に復元された、縄文時代の土葺き竪穴建物。樺太アイヌの竪穴建物は、これに煙突をつけた形式である

樺太アイヌは他のアイヌ民族グループと異なり、夏期用の家「サㇵチセ（樺太アイヌ語: sahcise＝夏の家）」と冬期用の家「トイチセ（樺太アイヌ語: toycise＝土の家）」を持つことで知られる。
冬期用のトイチセとは竪穴建物のことで、松田伝十郎の『北夷談』や間宮林蔵の『北蝦夷図説』などにも記載がある。屋内には囲炉裏と共にカマドがあり、樹皮で葺いた上に土を盛った屋根には煙突がつき出している。だがトイチセの居住環境は通気などの関係で劣悪なため時代を経る毎に使われなくなってゆき、20世紀にはより寒冷な北部の集落でしか用いられなくなっていた。
夏期用のサㇵチセは樹皮、特にエゾマツ (樺太アイヌ語: sunku) を用いて屋根を葺いていた。

### 衣服

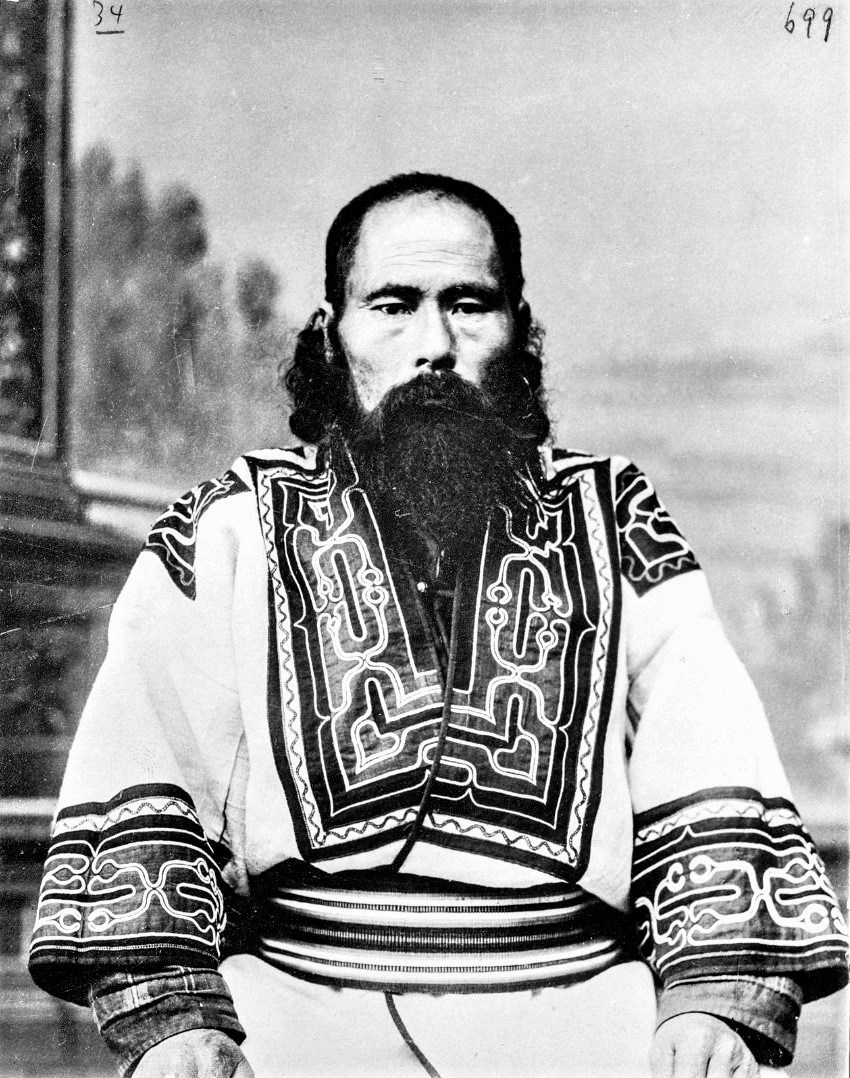
樺太東海岸のアイ集落の長・バフンケ（日本語名・木村愛吉　1855〜1919？）。衣服のアイヌ文様は、北海道アイヌとは微妙な違いがある

樺太の気候は北海道に比べ寒冷なため、衣服の材料はイラクサの繊維か、獣皮を鞣したものを用いていた。最も多く用いられたのはトナカイ（樺太アイヌ語: tunakay）やジャコウジカ（樺太アイヌ語: opokay）の皮で、ほかにイトウやアメマスなどの魚皮を用いることもあった。ただし熊と山猫の皮は決して使われることがなく、またアザラシ（アイヌ語: tukari）の皮で作った着物は「神衣（樺太アイヌ語:  kamuy-rus）」と呼ばれた。
晴れ着はsiwh-imi/siyuh-imiと呼ばれ、肩に文様を入れるのが常であった。樺太アイヌの間でtah-ru-kor-imi（肩に文様を持つ着物）と言えば晴れ着か、日常着でも上等のものを指していた。

## 言語
樺太アイヌ語は千島アイヌ語同様に現在母語とする話者が存在しないが、千島アイヌ語に比べると比較的言語資料が多く残っているため、樺太アイヌ語の教科書が作られるなどの動きが存在する。